# Белосельский-Белозерский, Эспер Александрович
Князь Эспер Александрович Белосельский-Белозерский (27 декабря 1802 — 15 июня 1846) — русский генерал, инициировал возведение дворца Белосельских-Белозерских на Невском проспекте. Внук екатерининского статс-секретаря Г. В. Козицкого, брат княгини З. А. Волконской.

## Биография
Единственный сын князя Александра Михайловича Белосельского-Белозерского (1752—1809) от второго брака с Анной Григорьевной Козицкой (1773—1846), наследницей мясниковских миллионов.
В 1820 году окончил Московское училище колонновожатых (под порядковым общим № 61, в списке выпускников — под № 1), откуда поступил в лейб-гвардии Гусарский полк. В 1823 году по ходатайству княгини Анны Григорьевны Белосельской специальным указом императора Александра I было разрешено князю Эсперу с потомством носить двойную фамилию Белосельский-Белозерский.
Во время следствия по делу декабристов имя А. М. Белосельского как участника Северного общества было названо в нескольких показаниях, но был оправдан, так как не состоял в тайных обществах, хотя и знал об их существовании. Участник Русско-турецкой войны (1828—1829) и боевых действий против горцев на Северном Кавказе (1833—1843). С 1834 года полковник; с 1835 года флигель-адъютант; генерал-майор (15.06.1843). Был товарищем М. Ю. Лермонтова по лейб-гвардии Гусарскому полку, изображен поэтом (справа) на акварели «Два флигель-адъютанта». С 1844 года состоял при министре путей сообщения.
Умер от тифа, заразившись во время ревизии лазаретов Николаевской железной дороги. Похоронен в подмосковном имении Льялове.

## Семья
Был женат (с 9 октября 1831 года) на одной из первых светских красавиц фрейлине Елене Павловне Бибиковой (1812—1888), падчерице графа А. Х. Бенкендорфа. Семейная жизнь не была счастливой, по отзывам современников «княгиня Белосельская презирала бедного Эспера», о котором остряк великий князь Михаил Павлович говорил, что «у него голова как вытертая енотовая шуба». Князь Эспер покорно сносил измены ветреной супруги и не подвергал сомнению своё отцовство на детей:
- Елизавета Эсперовна (08.11.1832—30.03.1907), фрейлина, неофициальный агент русской дипломатии в Париже; жена князя П. Н. Трубецкого.
- Николай Эсперович (05.01.1834[3]—08.06.1836), крещен 8 февраля 1834 года в Владимирском соборе при восприемстве Николая I и бабушки княгини А. Г. Белосельской-Белозерской, похоронен в подмосковном имении Льялове.
- Ольга Эсперовна (17.02.1838—09.12.1869), с 1855 года была замужем за дипломатом графом П. А. Шуваловым (1830—1908).
- Александр Эсперович (17.07.1842—25.08.1843), умер в Гавре, похоронен в подмосковном имении Льялове.
- Константин Эсперович (16.06.1843—20.05.1920), генерал-лейтенант, генерал-адъютант, член совета Главного управления гос. коннозаводства.
- Павел Эсперович (02.01.1847[4]—03.11.1849[5]), родился после смерти отца, крещен 22 января 1847 года в Симеоновской церкви при восприемстве князя А. И. Чернышёва и Е. А. Сухозанет; умер от воспаления, похоронен в подмосковном имении Льялове.

Княгиня Елена Павловна занимала видное положение при дворе: фрейлина, статс-дама двора императрицы Марии Фёдоровны, обер-гофмейстрина. После смерти князя Эспера, она в 1847 году вышла второй раз замуж за археолога и нумизмата князя В. В. Кочубея (1811—1850), сына дипломата В. П. Кочубея.

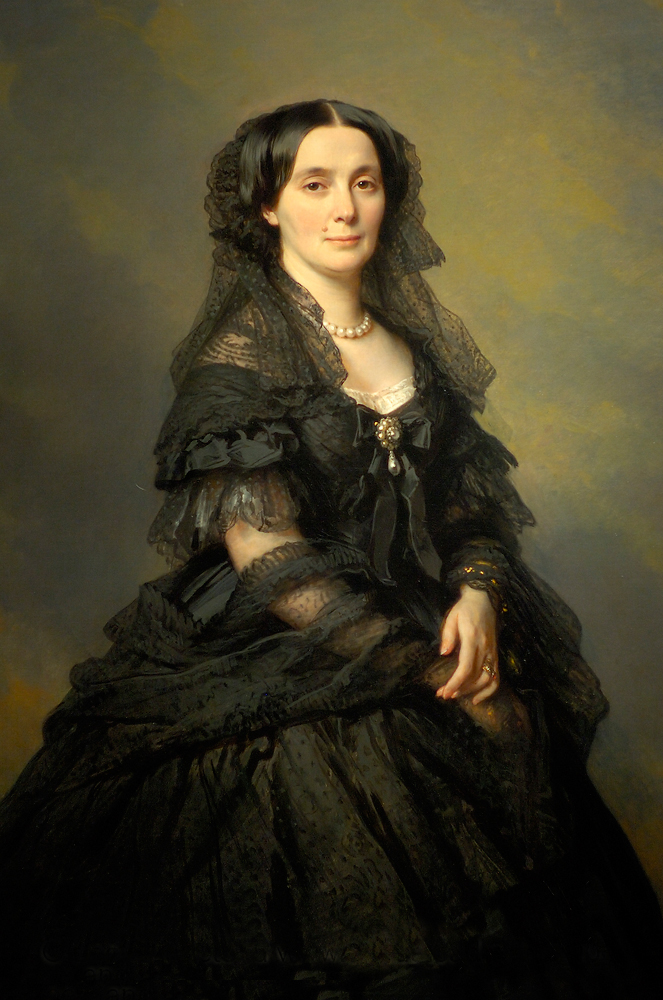
Елена Павловна
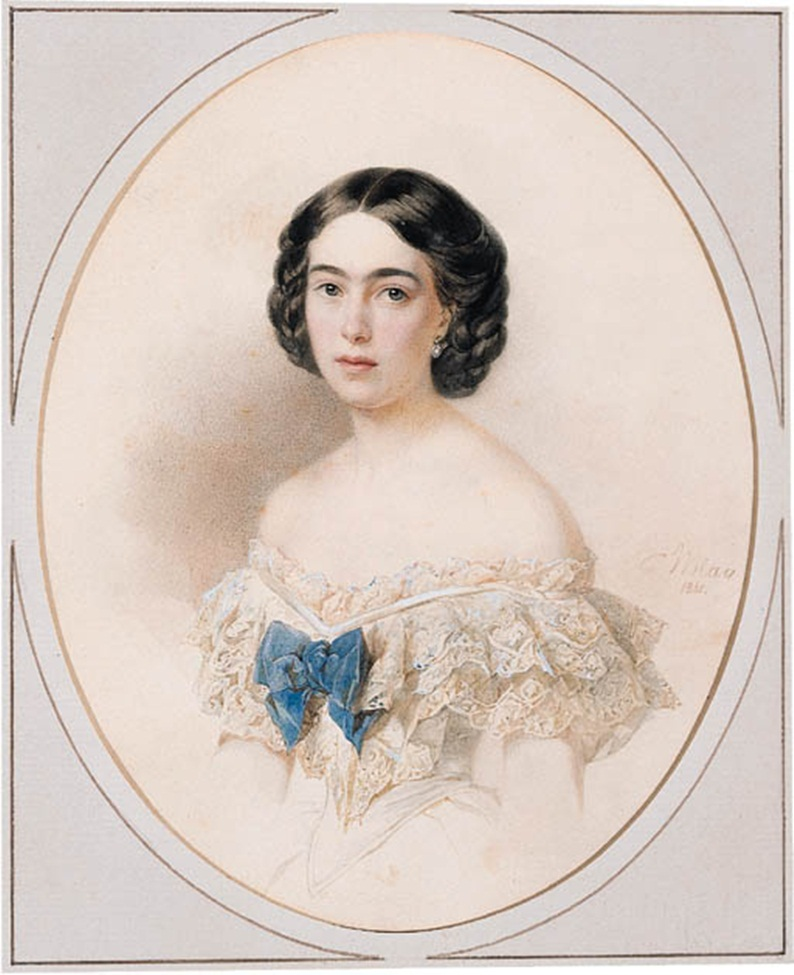
Ольга Эсперовна
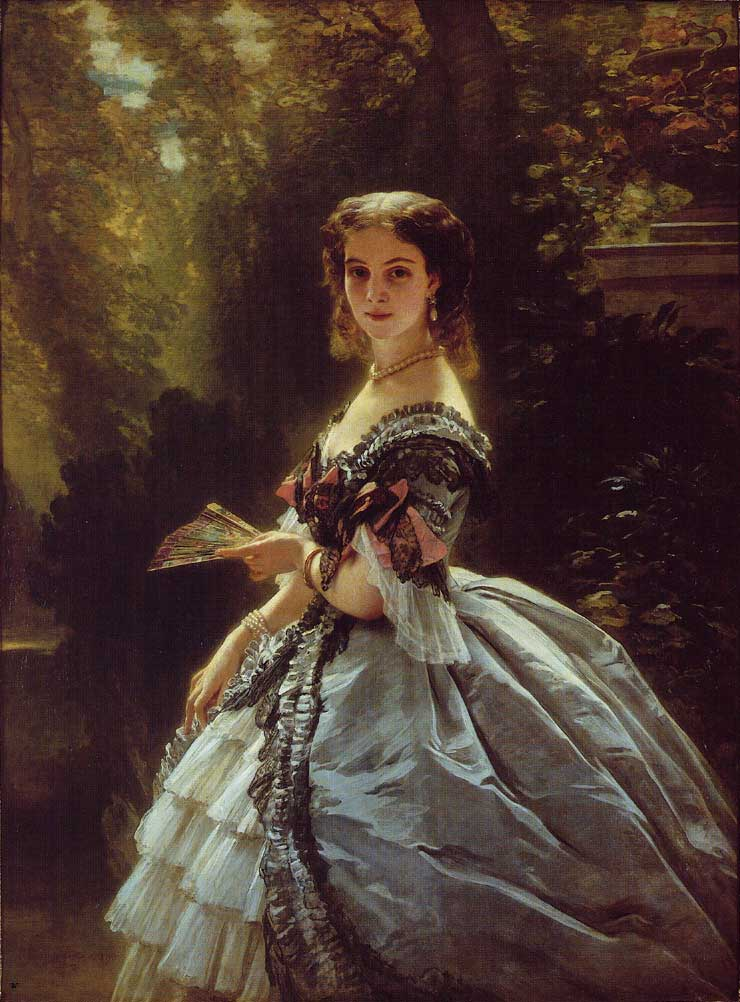
Елизавета Эсперовна